# Butia lepidotispatha
La palmera butiacito (Butia lepidotispatha) es una especie del género Butia de la familia de las palmeras (Arecaceae). Habita en el centro-este de Sudamérica.

## Taxonomía
Esta especie fue descrita originalmente en el año 2010 por el botánico  botánico estadounidense Larry Ronald Noblick.
Localidad y ejemplar tipo
La localidad tipo es: Brasil: Mato Grosso del Sur, Ponta Porã, en el camino de Antonio João, a 26 km de la ciudad de Ponta Porã en el lado derecho, por las vías del antiguo ferrocarril, en las coordenadas: 22°21'54"S 55°43'59"W. El ejemplar tipo porta el número 6767, y fue colectado por H.Lorenzi, K.Soares y R.Campos el 17 de noviembre de 2009.

## Distribución y hábitat
Esta palmera se distribuye con ejemplares dispersos en los departamentos de: Amambay, Concepción y San Pedro, siendo más común en el parque nacional Cerro Corá. También habita en el sudoeste del estado brasileño de Mato Grosso del Sur, en el municipio de Punta Porá. 
Butia lepidotispatha es un endemismo de la provincia fitogeográfica del cerrado, en donde habita a pleno sol entre matorrales abiertos, en terrenos casi planos o con pendientes suaves, sobre suelos de arena suelta, amarillenta o rojiza, en altitudes de 330 m s. n. m.. Parte de los lugares donde habitaba fueron reconvertidos a campos agrícolas con cultivos de soja.